# Hillsdale (Illinois)
Hillsdale es una villa ubicada en el condado de Rock Island en el estado estadounidense de Illinois. En el Censo de 2010 tenía una población de 523 habitantes y una densidad poblacional de 258,22 personas por km².

## Geografía
Hillsdale se encuentra ubicada en las coordenadas 41°36′39″N 90°10′34″O / 41.61083, -90.17611. Según la Oficina del Censo de los Estados Unidos, Hillsdale tiene una superficie total de 2.03 km², de la cual 1.95 km² corresponden a tierra firme y (3.71%) 0.08 km² es agua.

## Demografía
Según el censo de 2010, había 523 personas residiendo en Hillsdale. La densidad de población era de 258,22 hab./km². De los 523 habitantes, Hillsdale estaba compuesto por el 95.41 % blancos, el 0.57 % eran afroamericanos, el 0.19 % eran amerindios, el 0 % eran asiáticos, el 0 % eran isleños del Pacífico, el 1.15 % eran de otras razas y el 2.68 % pertenecían a dos o más razas. Del total de la población el 4.97 % eran hispanos o latinos de cualquier raza.